# ديفيد إم. بوكانان
ديفيد إم. بوكانان (بالإنجليزية: David M. Buchanan)‏ هو عسكري أمريكي، ولد في 1862 في فيلادلفيا في الولايات المتحدة، وتوفي بنفس المكان في 25 مايو 1936.